# Mosty Małe
Mosty Małe is een plaats in het Poolse district  Tomaszowski (Lublin), woiwodschap Lublin. De plaats maakt deel uit van de gemeente Lubycza Królewska en telt 75 inwoners.